# Orogenesi acadiana
L'orogenesi acadiana è un evento creatore di complessi montagnosi iniziato nel medio devoniano e che raggiunse il massimo dell'intensità nel tardo devoniano. Fu attivo per circa cinquanta milioni di anni ed iniziò intorno a 375 milioni di anni addietro, con deformazioni della crosta terrestre, plutoni e rocce metamorfiche proseguendo fino al primo mississippiano. L'orogenesi acadiana fu la terza di quattro orogenesi che diedero vita agli Appalachi. Le precedenti orogenesi furono quelle del Potomac Taconic, a cui fece seguito una fase di spaccature nel tardo neoproterozoico. L'orogenesi acadiana coinvolse la collisione di una serie di frammenti continentali dell'Avalonia con la Laurasia. Geograficamente l'orogenesi acadia si estese dalle province marittime canadesi che migrarono in direzione sud-ovest verso l'Alabama. Tuttavia, la regione settentrionale degli Appalachi, dalla Nuova Inghilterra fino alla penisola Gaspé nel Canada, è stata quella più fortemente influenzata dalla collisione.
Fu all'incirca contemporanea alla fase bretonica dell'orogenesi Varisica dell'Europa, con eventi metamorfici nel sud-ovest del Texas e del nord Messico, e con la orogenesi Antler del Gran Bacino.

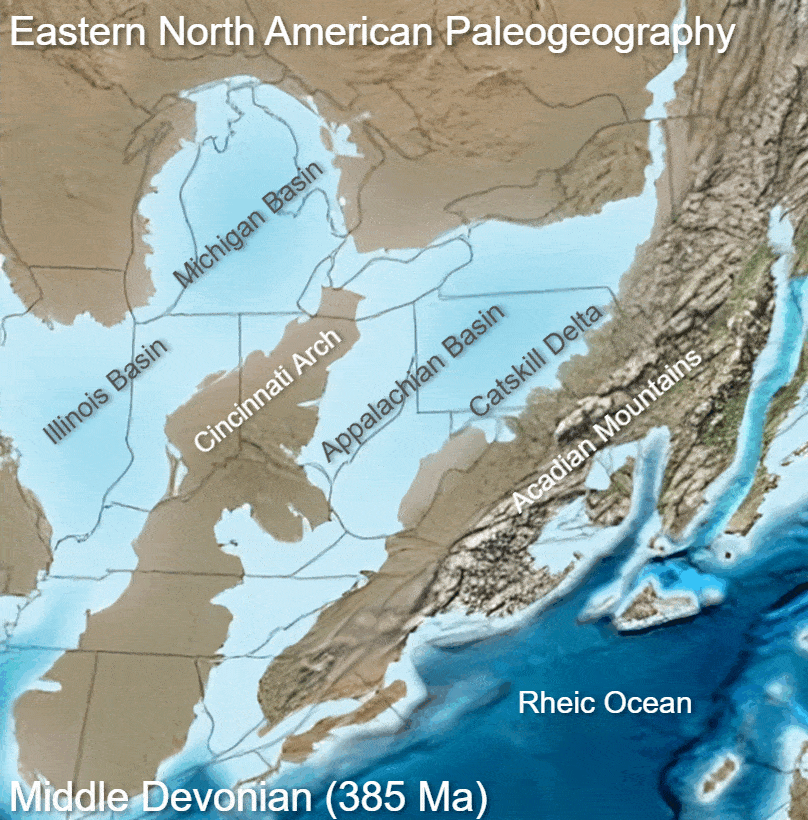
Ricostruzione paleogeografica mostrante il bacino appalachiano durante il medio devoniano.

## Paleogeografia
All'epoca dell'orogenesi acadiana, medio Devoniano (385 Ma), il paleomagnetismo di Laurentia era nell'emisfero meridionale vicino all'equatore, con latitudine fra 0° e 30° S.  Laurentia non mutò molto, rispetto al paleomagnetismo durante il Devoniano, mentre Gondwana si spostò molto, tanto che nell'Ordoviciano il polo sud si trovava in nord Africa, spostandosi nel sud del Cile durante il Siluriano, tornando nell'Africa centrale durante il Devoniano. Comunque ricerche recenti, di Scotese & McKerrow, suggeriscono che nel tardo Devoniano il polo sud si trovava nel centro-nord dell'Argentina piuttosto che in Nord Africa, supportato da evidenze paleoclimatiche. Il paeleomagnetismo di Gondwana, dal medio al tardo devoniano, si mantenne intorno a 50° S.
La collisione che diede vita all'orogenesi acadiana determinò la chiusura dell'Oceano Giapeto e la formazione di una cintura di alte montagne. Dopo la collisione acadiana, Gondwana iniziò a ritirarsi dalla Laurentia lasciandosi alle spalle i nuovi accresciuti terreni dell'Avalonia. Con l'allontanamento di Gondwana si creò un nuovo oceano, l'Oceano Reico, fra il medio e il tardo Devoniano, e successivamente la sua chiusura comportò la formazione dell'orogenesi alleganiana.

### Laurentia
Laurentia era il paleocontinente Nord Americano, che includeva gli attuali Irlanda, Scozia, Groenlandia, il nord dell'Alaska, e la penisola dei Ciukci nel nord-est della Russia.  Durante l'ordoviciano-devoniano, la Laurentia rimase alla stessa paleolatitudine, poco a sud dell'equatore nell'emisfero sud, con relativamente la stessa paleolongitudine. Grandi eventi tettonici comprendono la sequenza di spaccature del neoproterozoico, dalla frattura dell'orogenesi di Grenville, alla subsidenza termica relativa al primo Cambriano e al medio Ordoviciano, sequenza registrata durante l'apertura dell'oceano Giapeto e gli eventi di crescita degli Appalachi al margine continentale orientale.

### Terre avaloniane
Le terre avaloniane che costituivano Avalonia sono le attuali Francia e Ardenne del Belgio, Inghilterra, Galles, sud dell'Irlanda, est di Terranova, Nuova Scozia, sud Nuovo Brunswick e alcune zone costiere del New England. Il basamento è relativo a rocce del tardo Precambriano, e si pensa derivi dal margine di Gondwana e talvolta all'inizio dell'Ordoviciano.  Avalonia si staccò da Gondwana, durante l'inizio dell'attività eruttiva nelle Ardenne, nel Galles e nel sud-est dell'Irlanda che riempì il mare Tornquist. Esso andò alla deriva in direzione nord e, probabilmente, si scontrò con Baltica nel tardo ordoviciano, e poi con Laurentia nel tardo devoniano. La prova di ciò è coerente con i dati paleomagnetici, che pongono Avalonia ad un latitudine temperata durante l'Ordoviciano e in una subtropicale durante il periodo fra il tardo Ordoviciano e il Devoniano.

## Panoramica sugli eventi orogenetici
L'orogenesi acadiana fu il risultato di una convergenza obliqua o grande movimento di scorrimento lungo una grande faglia scorrevole, rappresentata dalla zona di convergenza tra Lauruassia / Laurentia (America del Nord) e terre avaloniane. Uno o più delle terre avaloniane si unirono con il margine orientale di Laurentia, molto probabilmente all'inizio della fine del primo devoniano.
La prova dell'orogenesi acadiana è abbondante e diffusa negli Appalachi settentrionali, registrata dal plutonismo e dalla migrazione della deformazione degli Appalachi settentrionali verso il cratone. Negli Appalachi centrali e meridionali, la prova dell'orogenesi acadiana è minima, e si trova principalmente nel plutonismo delle Blue Ridge Mountains e nel metamorfismo del Cat Square.
L'orogenesi acadiana ebbe almeno tre principali fasi di deformazione, in luoghi in cui le discordanze sono state rilevate. Queste fasi sono state chiamate tectofasi, e rappresentano la sequenza di collisioni che si sono verificate dalle terre avaloniane saldatesi a Laurentia. Come risultato di questi fenomeni, si svilupparono dei delta sulle parti adiacenti del cratone stabile, al margine orientale di Laurentia. Questi delta determinarono l'accumulo di una enorme massa di sedimenti che diedro vita al bacino appalachiano.

### Collisione

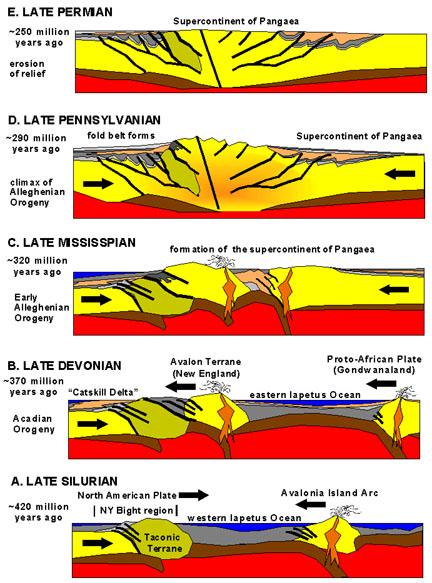
L'orogenesi appalachiana, risultato di tre diverse collisioni continentali.

Come accennato in precedenza, l'orogenesi acadiana si formò dalla convergenza obliqua o grande movimento di scorrimento lungo una grande faglia che si muoveva in direzione sud-est. Le terre avaloniane si unirono al margine orientale della Laurentia nel periodo fra il medio e tardo devoniano.  Questa fu una collisione fra continenti con Baltica/Avalonia che entrarono obliquamente in subduzione al di sotto del margine orientale di Laurentia causando la chiusura dell'oceano Giapeto che portò alla costituzione di una elevata catena montuosa.
La collisione avviò una serie di eventi a cui vennero sottoposte le rocce più antiche su Laurentia e Avalonia: deformazioni, plutonismo, metamorfismo e sollevamento che si verificarono su una vasta area della Laurentia orientale (Naylor). Durante il corso dell'orogenesi si formarono nuove faglie mentre quelle più antiche vennero sanate.  La deformazione e il metamorfismo acadiani furono asimmetrici a causa degli urti dell'orogenesi. I plutoni acadiani si insinuarono in ogni cintura, a differenza della deformazione/metamorfismo, e quindi Avalonia sfuggì a gran parte dei danni subiti dalle rocce in altre località (Bradley). Nel corso del medio devoniano, crateri vulcanici e sollevamenti si crearono nella regione del New England e cumuli di materiale clastico a grana fine nell'entroterra che copriva gran parte degli Appalachi centrali e meridionali.
Oggi, porzioni delle antiche terre emerse di Avalonia si trovano in cinture di affioramento sparse lungo il margine orientale del Nord America. Una cintura si trova a Terranova e un'altra costituisce il fondamento di gran parte della regione costiera del New England dal Connecticut al Maine.
La collisione tra Laurentia e le terre avaloniane è in realtà più complessa di quanto descritto sopra. La collisione è spezzata in tre, o forse quattro tectofasi, che rappresentano una collisione successiva delle terre avaloniane con Laurentia orientale.

#### Tectofasi
Poiché i maggiori cunei clastici e depositi bacinali sono distribuiti in una progressione verso sud-ovest, si presume che provenissero da zone vicine a promontori, le zone lungo il margine continentale dove era concentrata la deformazione. Come menzionato in precedenza, è stato postulato che ci sono state tre, forse quattro, tectofasi che hanno accresciuto le collisione o convergenze possibili tra i promontori del margine continentale e le terre avaloniane.  La prima tectofase ebbe luogo presso il promontorio di San Lorenzo nel nord del New England e nelle Province marittime del Canada. Essa fu attiva fra il primo e il medio devoniano con intense deformazioni compressive che diedero vita al bacino della penisola Gaspé nel nord del Nuovo Brunswick e del New England.  Cunei clastici erano presenti in quest'area, ma la loro evidenza è stata quasi completamente distrutta da successivi eventi tettonici.
La seconda tectofase, avvenuta nel medio devoniano, riguardò la collisione con il promontorio di New York. La migrazione verso sud della deformazione riflette la terza tectofase, che segnò la collisione delle terre avaloniane con il promontorio della Virginia nel medio e tardo devoniano. Gli effetti sui promontori di New York e Virginia diedero vita alla formazione Catskill.
Poiché la migrazione della deformazione continuò verso sud lungo la zona della faglia, durante il mississippiano, lo scontro finale avvenne con il promontorio dell'Alabama. Ettensohn poi si riferisce alla quarta tectofase come tectofase mississippiana dell'orogenesi acadiana, dal momento che ha dimostrato una durata estremamente lunga (mississippiano-primo pennsylvaniano). Successivamente, il Pocono e i cunei clastici equivalenti riempirono il mare epicontinentale. La deposizione dei carbonati del medio mississippiano segna la fine dell'orogenesi acadiana e della formazione Catskill.